# Walther Hermann Ryff

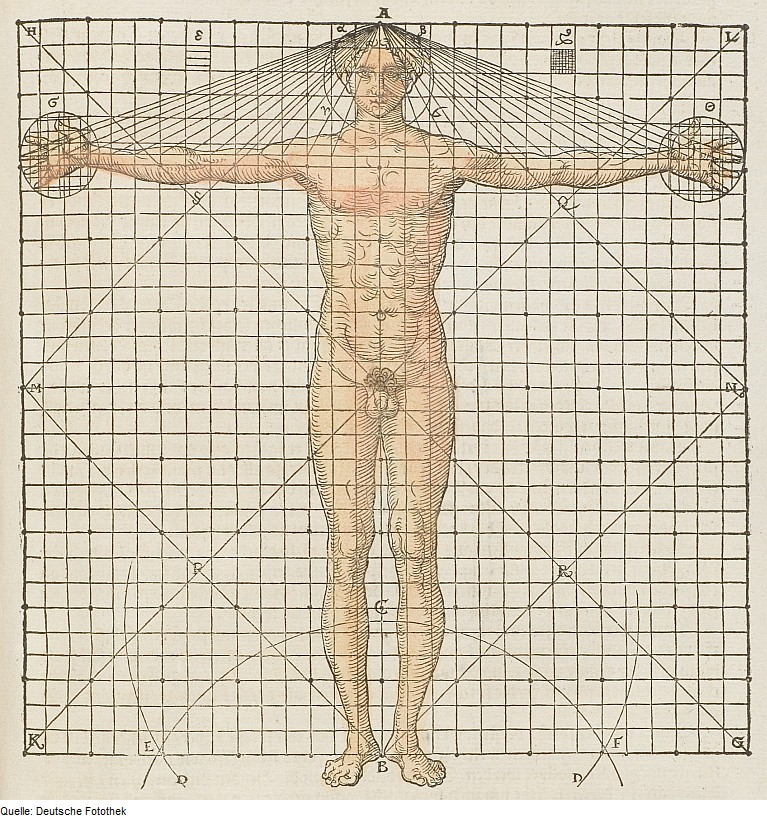
Die Proportionen des Körpers, aus Walther Hermann Ryff: Architektur, 1547

Walther Hermann Ryff, auch Ryf, Reif(f) und Ru(e)ff, latinisiert Gualtherus Hermenius Rivius, Ryffus (* um 1500 vielleicht in Straßburg; † 29. September 1548 in Würzburg) war ein deutscher Heilkundiger und Herausgeber. Er war medizinisch-naturkundlich tätiger Fachschriftsteller und Publizist des Humanismus sowie vermutlich ein auch wundärztlich tätiger Apotheker, der sich vor allem mit medizinischen, anatomischen, philosophischen und architekturtheoretischen Themen befasste. Er schrieb auch unter dem Pseudonym Quintus Apollinaris.

## Leben
Ryff erlernte, so die Meinung einiger Biographen, den Beruf des Apothekers, da er im mecklenburgischen Güstrow in den 1530er Jahren als Apotheker tätig war. Ryff dürfte sich im Mecklenburger Raum länger aufgehalten haben. Er heiratete die Rostockerin Anna, deren Familienname nicht bekannt ist. Ryff bezeichnete sich selbst als „Medicus“ oder „Chirurgus“, dürfte aber wahrscheinlich keine Ausbildung als Arzt besessen haben. Daher ist die These, Ryff sei nach seiner Rückkehr nach Straßburg, wo er sich um 1540 aufhielt, Stadtarzt und damit Nachfolger von niemand geringerem als Hieronymus Brunschwig gewesen, als zweifelhaft einzustufen. Ryff lebte und arbeitete unter anderem kurz in Frankfurt am Main (um 1544), wo er 1545 bei dem Verleger Christian Egenolff als Hausautor tätig wurde, danach in Mainz, Nürnberg, Kulmbach und ab 1548 in Würzburg. Oft wird als Todesdatum von Ryff „um 1562“ oder „vor 1562“ angegeben. Tatsächlich starb er bereits am 29. September 1548 in Würzburg, seine Frau Anna am 15. Juli 1553.

## Wirken

### Medizinische Schriften
Ryff veröffentlichte als Herausgeber, Übersetzer, Bearbeiter und Kompilator eine Vielzahl von Werken (annähernd 40 Bücher), insbesondere zahlreiche medizinische und pharmazeutische Abhandlungen. Die Ryffschen Werke erzielten für die damalige Zeit teilweise beachtlich hohe Auflagenzahlen. Allerdings wurden ihm immer wieder, vor allem bezüglich seiner deutschsprachigen Publikationen, schwere Plagiatsvorwürfe gemacht, etwa von Andreas Vesal. Auch Leonhart Fuchs bezeichnete Ryff als „äußerst unverschämten, leichtsinnigen, betrügerischen Schriftsteller.“ Im Nürnbergischen Gelehrten-Lexicon von 1757 ist ebenfalls von Plagiatsvorwürfen auf medizinischem Gebiet die Rede, wobei namentlich Fuchs und Conrad Gessner erwähnt werden.
Einige seiner frühen Werke veröffentlichte er bei Balthasar Beck unter dem Pseudonym „Apollinaris“ (bzw. Quintus Apollinaris), so zum Beispiel die frauenheilkundlich-geburtshilfliche Schrift Ein neuer Albertus Magnus oder das Kurz Handbüchlein un Experiment vieler Arzneien – durch den ganzen Körper des Menschen.
Bei Balthasar Beck in Straßburg erschien auch das anatomische Werk Des Menschen Beschreibung oder Anatomie.
Auf Hans von Gersdorffs „Feldbuch der Wundarzney“ geht Ryffs Buch Stadt und Feldbuch bewehrter Wundarznei zurück.
1545 erschien bei Christian Egenolff in Frankfurt am Main Ryffs Große Chirurgie. Sein Buch Iatromathematicae (1542) behandelt astrologische Aspekte der Arzneilehre. Sein Destillierbuch von 1545 ist von Johannes de Rupescissa und Brunschwig beeinflusst bzw. inspiriert.
Um 1548 hatte Ryff „die erste von der Heilkunde unabhängige Bearbeitung der Zahnmedizin in deutscher Sprache“ herausgebracht.
Wie andere Renaissanceautoren machte Ryff als Herausgeber medizinisches Wissen auch nicht Lateinisch beherrschenden und nicht akademisch ausgebildeten Heilkundigen zugänglich. Durch sein umfangreiches Gesamtwerk und dessen weite Verbreitung aufgrund der Auflagenstärke, besonders im Bereich der Medizin und Chirurgie, fand Ryff Eingang in die Medizingeschichtsschreibung.

### Architekturtheorie
Walther Ryff gab 1543 in Straßburg den lateinischen Text der zehn Bücher des antiken Architekten Vitruv heraus.
Wenig später publizierte er in Nürnberg 1547 zuerst einen deutschen Kommentar zu Vitruv, die sogenannte Architektur, um dann 1548 die erste deutsche Übersetzung des Vitruv vorzulegen, den Vitruvius Teutsch, ein Hauptwerk der deutschsprachigen Architekturtheorie der Renaissance. Der eigentliche Text aus der Antike ist hier bebildert und kommentiert; bei diesen Ergänzungen stützte sich Ryff vor allem auf die Vitruv-Ausgabe von Cesariano (Venedig 1521) und die Architekturtraktate des Sebastiano Serlio.
So kann sein Beitrag zur Ausbreitung der Renaissancearchitektur nördlich der Alpen kaum überschätzt werden.

## Schriften (Auswahl)

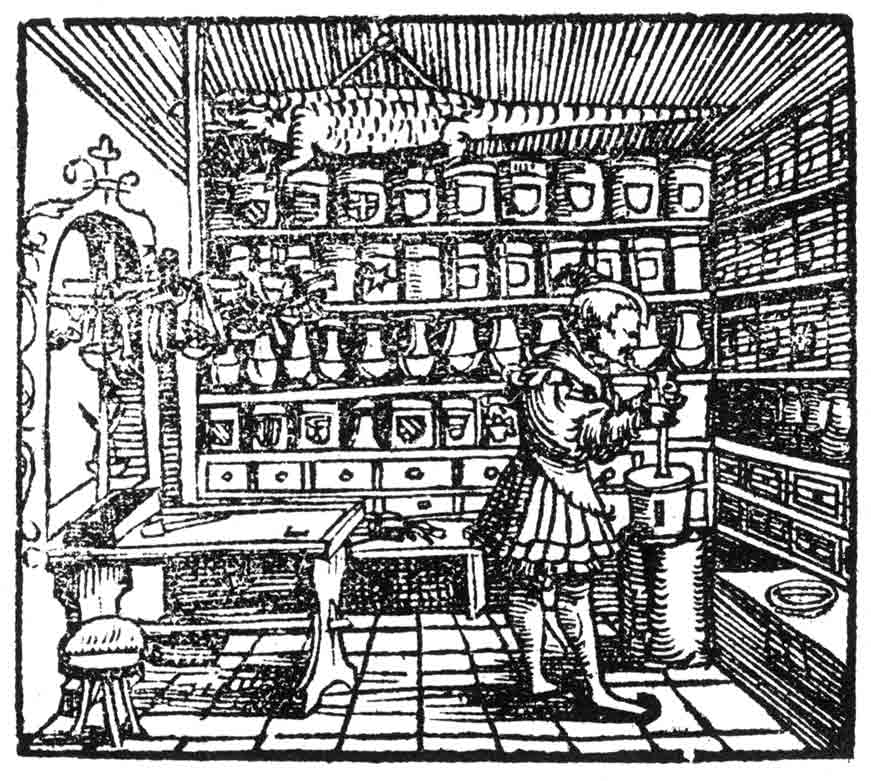
Confect Büchlin und Hausz Apoteck. 1544

- 1541 De Memoria Artificiali Quam Memoratiuam Artem Vocant, Beck, Straßburg (Mikrofiche-Nachdruck Saur, 1991. Mikrofiche-Nr. F1729-F1730: 25x)
- 1541 Ein wohlgegründetes, nutzliches und heilsam Handtbüchlein, gemeyner Praktick der gantzen Leibartzeney. Straßburg 1541.
- 1541 Versehung Leibs und Seel, C. Egenolff, Frankfurt/Main (Mikrofiche-Nachdruck Saur, 1992. Mikrofiche-Nr. F3731: 45x)
- 1541 Rechter und nutzlicher Gebrauch, ordenliche Vermischung und Zubereyttung aller Laxativen, purgierender oder treibender Artzney, Beck, Straßburg (Mikrofiche-Nachdruck Saur, 1990. Mikrofiche-Nr. E286-E287: 45x)
- 1542 Iatromathematicae, h. e. medicationis accomodatae ad astrologicam rationem enchiridion, Straßburg
- 1542 Medicinae theoricae et practicae breve …, Johann Knobloch für Georg Messerschmid, Straßburg (mit Auszügen aus Aulus Cornelius Celsus)
- 1543 M. Vitruvii … de architectura libri decem … nvnc primum in Germania qva potuit diligentia excusi, atq. hinc inde schematibus non iniucundis exornati …, Straßburg (erste in Deutschland gedruckte lateinische Ausgabe der zehn Bücher des Vitruv; Digitalisat)
- 1544 Confect Büchlin und Hausz Apoteck. Frankfurt am Main (weitere Ausgaben, z. B. 1552 und 1584, bis 1610); Neudruck München 1983.
- 1545 Das new groß Distillier-Buch, wolgegründter künstlicher Distillation, C. Egenolff, Frankfurt am Main.[10][11]
- 1545  Die groß Chirurgei oder volkommene Wundtartzenei. Chirurgischen Handtwirckung eigentlicher Bericht und Jnhalt alles so der Wundartznei angehoerig […]. Durch Gwaltherum H. Ryff. Chr. Egenolff, Frankfurt am Main; weitere (zweibändige) Ausgabe ebenda 1559–1562.
- 1545 Frawen Rosengarten, C. Egenolff, Frankfurt/Main
- 1547 Der fünff maniren der Colonen..., Johann Petreius, Nürnberg (Digitalisat)
- 1547 Der furnembsten, notwendigsten, der gantzen Architectur angehörigen Mathematischen vnd Mechanischen künst, eygentlicher bericht, vnd vast klare, verstendliche vnterrichtung, zu rechtem verstandt der lehr Vitruuij, in drey furneme Bücher abgetheilet …, Johann Petreius, Nürnberg (in der Literatur auch bezeichnet als Architektur; Nachdruck G. Olms, 1981; Digitalisat)
- 1548 Vitruvius Teutsch. Nemlichen des aller namhafftigisten vñ hocherfahrnesten römischen Architecti vnd kunstreichen Werck zehn Bücher von der Architectur und künstlichem Bawen …, Nürnberg (Digitalisat der UB Heidelberg; Digitalisat)
- 1548 Des Steins, Sandts und Gries inn Nieren, Lenden und Blasen … ersten Ursprung, anfencklichen und gründlichen Ursachen, Myller, Würzburg
- 1548 Nützlicher bericht, wie man die Augen und das Gesicht, wo dasselbig mangelhafft, bloede dunckel oder befinstert, Scherpfen, gesundt erhalten, stercken und bekrefftigen soll. […] Mit weitterer unterrichtung Wie man den Mundt, die Zaen und Biller frisch, rein, sauber, gesund, starck und fest erhalten […]. Würzburg (Johann Myller) um 1548.
- 1549 Neue heilsame unnd nutzliche Baden fart […], Myller (Johann Müller), Würzburg (Mikrofiche-Nachdruck Saur, 1990. Mikrofiche-Nr. E1085: 45x)
- 1551 Stat und Feldtbuch Bewerter Wundtartznei, C. Egenolff, Frankfurt/Main
- 1555 New kochbüch für die krancken, C. Egenolffs Erben, Frankfurt/Main (Nachdruck Lindau Antiqua-Verlag, 1979)
- 1555 Practicierbüchlin bewerter Leibartznei, C. Egenolff, Frankfurt/Main
- 1555 Spiegel, unnd Regiment der Gesundtheyt, C. Egenolff, Frankfurt/Main (Mikrofiche-Nachdruck Saur, 1991. Mikrofiche-Nr. F1878-F1880: 22x)
- 1559 New erfundne heylsame, und bewärte Artzney, gewisse hülff und Raht, Emmel, Straßburg
- 1560 Abhandlung von 5 Seiten in: Novenianus, Philipp Michael und Walther Hermann Ryff: Vom Bauchflus, so das Rotewehe, Oder die Roterhur, Dysenteria genant wird, item vom Bauchflus Diarrhia genant, der vor dem Rotenwehe gemeiniglich allewege pfleget vorher zugehen, Georg Hantzsch, Weißenfels
- 1573 Reformierte Deütsche Apoteck, Rihel, Straßburg
- 1593 Confect buch unnd Hauß Apoteck, Egenolffs Erben, Frankfurt (Digitalisat)
  - 1610 Confect//buch vnnd Hauß Apoteck : Künstlich zu bereyten/ einmachen/ vnnd gebrauchen/ Weß in ordentlichen Apotecken/ vnnd Haußhaltungen zur Artzney/ täglicher notturfft/ vnnd auch zum lust/ dienlich vnd nutz .., Steinmeyer, Frankfurt/Main 1610 (Digitalisat)
- 1599 Quintus Apollonaris (Pseudonym): Kurtzes Handtbuchlein und Experiment vieler Artzneyen, durch den gantzen Corper des Menschens, von dem Haupt biss auff die Fuss, Rihel, Straßburg
- 1678 Neuer Albertus Magnus : von Weibern und Geburthen der Kinder, [S.l.], 1678 Digitalisierte Ausgabe der Universitäts- und Landesbibliothek Düsseldorf
  - Kurtzes Handbüchlein und Experiment vieler Artzneyen durch den gantzen Cörper des Menschens von dem Haupt biß auff die Füß : Sampt lebendiger Abcontrafactur etlicher der fürnembsten und gebreuchlichsten Kräutter und darauß gebrannten und Distillierten Wassern Krafft und Tugend. Kurzes Handtbüchlein und Experiment vieler Artzneyen .. / durch den … Q. Apollinarem selbs erfahren und bewehret. - Jetzund von newem … gemehret und gebessert, Städel, Straßburg 1700 (Digitalisat der Universitäts- und Landesbibliothek Düsseldorf)